# アンドリヤ・マクシモヴィッチ
アンドリヤ・マクシモヴィッチ（セルビア語: Андрија Максимовић, ラテン文字転写: Andrija Maksimović、2007年6月5日 - ）は、セルビアのサッカー選手。ポジションはミッドフィールダー。

## クラブ歴
地元ノヴィ・パザルのFKパザル・ユニオルスでサッカーを始め、OFKヴラダ・ディミトリイェヴィッチを経てレッドスター・ベオグラードの下部組織に加入した。

### グラフィチャル
2023年8月11日のセルビア・プルヴァ・リーガ、FKイェディンストヴォ・ウブ戦に出場し16歳2ヶ月5日でプロデビュー、プロ初ゴールを決めた。

### レッドスター・ベオグラード
2023年9月5日、レッドスター・ベオグラードとの契約を延長し、UEFAチャンピオンズリーグ 2023-24 グループステージのB登録メンバーに選出された。
2023年12月6日のセルビア・カップ、FKラドニチュキ・ニシュ戦に出場し16歳6ヶ月1日でトップチームデビューを果たした。
2024年9月23日のセルビア・スーペルリーガ、パルチザン・ベオグラード戦に出場し17歳3ヶ月18日でトップチーム初スタメンおよびヴェチティ・デルビデビューを果たすと、サイラス・カトンパ・ムブンパのゴールをアシストしヴェチティ・デルビ最年少アシスト記録を更新した。
2024年9月27日、レッドスターとの契約を2027年まで延長した。
2024年10月1日のUEFAチャンピオンズリーグ 2024-25 リーグフェーズ、インテルナツィオナーレ・ミラノ戦に出場し17歳3ヶ月26日でチャンピオンズリーグデビューを果たした。
2024年10月15日にガーディアンが発表したネクスト・ジェネレーション2024に選出された。
2025年4月12日のセルビア・スーペルリーガ、パルチザン・ベオグラード戦に出場し17歳10ヶ月7日でヴェチティ・デルビ初ゴールを決め、ヴェチティ・デルビ最年少得点記録を更新した。

### ライプツィヒ
2025年7月16日、RBライプツィヒと5年契約を締結した。

## 代表歴
2024年10月12日のUEFAネーションズリーグ2024-25・リーグA・グループ4、スイス戦に出場し17歳4ヶ月7日（17歳129日）でセルビア代表デビューを果たし、旧ユーゴスラビア代表時代の1982年11月17日にUEFA欧州選手権1984予選、ブルガリア戦でミタル・ムルケラが樹立した17歳4ヶ月7日（17歳130日）という公式戦におけるセルビア代表最年少出場記録を更新した（親善試合も含んだセルビア代表最年少出場記録は2013年10月11日の日本戦でアンドリヤ・ジヴコヴィッチが樹立した17歳3ヶ月）。

## 人物
長髪だった少年時代の容姿がリオネル・メッシに似ていたためメッシ（セルビア語: Меси, ラテン文字転写: Mesi）という愛称が名付けられ、短髪にした後もそのように呼ばれている。